# Paso de La Arena
Paso de La Arena é uma junta de governo da província de Entre Ríos, na Argentina.